# Христианская эсхатология
Христианская эсхатология — раздел эсхатологии (от др.-греч. ἔσχατος — «конечный», «последний» + λόγος — «слово», «знание»), который отражает воззрения христиан на вопрос о конце света, Втором Пришествии Христа и антихристе. Христианская эсхатология, подобно иудейской эсхатологии, отвергает цикличность времени и провозглашает конец этого мира.
В христианстве эсхатологию можно условно разделить на общую и частную. Первая говорит о судьбе этого мира и о том, что ожидает его в конце. Частная эсхатология учит о посмертном бытии каждого человека.
Большую роль для христианской эсхатологии играет хилиазм (или милленаризм) и мессианизм. Христиане находятся в ожидании второго пришествия Мессии, явление которого и будет концом этого мира, и установления царства Божьего, то есть мессианизм.

## Исторический обзор
В ветхозаветный период еврейская мифология почти не проявляла интереса к индивидуальной эсхатологии. Загробная участь представлялась как полунебытие в шеоле, без радостей и острых мучений (ср. Аид у Гомера), в окончательной отлучённости от Бога (Пс. 6, 6; 87/88, 11 и др.). В эллинистическую эпоху возникает представление, ещё долго вызывавшее споры иудейских теологов, о воскрешении мёртвых и суде над ними, в результате которого праведные будут приняты в царство Мессии, а грешные отвергнуты. Здесь, однако, речь шла не о рае или аде для отрешённой от тела души, а о преображении всего мира, блаженстве или погибели для души, воссоединившейся с телом. Впоследствии, под влиянием христианства и ислама внимание переносится на немедленную посмертную участь души, отходящей или к престолу Бога, или в ад, хотя представление о страшном суде в конце времён остаётся. Детализация системы наказаний в аду, совершенно чуждая Библии и слабо разработанная в талмудическо-мидрашистской литературе, была в полной мере развёрнута только в конце Средневековья («Розга наставления»).
Р. Зейнер, исследователь восточных религий, писал о прямом влиянии зороастризма на еврейские эсхатологические мифы, особенно на концепцию воскрешения мёртвых с наградой для праведников и наказанием для грешников. По мнению Джозефа Кэмпбелла, из зороастризма заимствована еврейская идея линейной истории. Согласно зороастризму, нынешний мир испорчен и должен быть улучшен действиями человека. Мирча Элиаде отмечал, что еврейская мифология рассматривает исторические события как эпизоды непрерывного Божественного откровения. Причём эти события не являются повторением друг друга. Каждое из них представляет собой новое деяние Бога. Элиаде считал, что евреи имели концепцию линейного времени ещё до их контакта с зороастризмом, но соглашался с Зейнером, что зороастризм повлиял на еврейскую эсхатологию. Согласно Элиаде, заимствованные элементы включают этический дуализм, миф о Мессии и «оптимистическую эсхатологию, провозглашающую конечный триумф добра».
В христианской апокалиптике отражены иудейские мессианские представления, но распространённые за пределы еврейского народа, что связано с эпохой формирования христианского учения, когда в среде многонациональных низов Римской империи было сильно ожидание грядущего спасения. Христианство возникло и развивалось на первых порах как эсхатологическая религия. Все послания апостолов и особенно Откровение Иоанна Богослова пронизаны мыслью, что скоро грядёт конец света и христиане должны ожидать возвращения Иисуса Христа на землю. Кроме Откровения в Церкви существует множество других сочинений о конце света: «Пастырь Ерма», «Откровение Мефодия Патарского» и др.
В последующие века идея близкого пришествия Христа пронизывала многие книги Отцов Церкви. Так епископ иерапольский Папий, по свидетельству Иринея Лионского, страстно ожидал наступления тысячелетнего царства.
Толкованием Апокалипсиса в Православной церкви занимались: Андрей Кесарийский, Феофилакт Болгарский, Серафим Роуз.

## Основные теологические направления
Исторически сложилось, что основные взгляды на конец мира у теологов связаны именно с милленаризмом, то есть с упоминающимся в книге Откровение Иоанна Богослова тысячелетним царством Христа:

И увидел я престолы и сидящих на них, которым дано было судить, и души обезглавленных за свидетельство Иисуса и за слово Божие, которые не поклонились зверю, ни образу его, и не приняли начертания на чело своё и на руку свою. Они ожили и царствовали со Христом тысячу лет
— Откр. 20:4
Первая группа богословов считает, что пришествие Иисуса Христа будет предшествовать установлению тысячелетнего царства и именно с приходом Мессии будет установлено на земле Его царство, и под самим царством подразумевается земное правление Христа в течение тысячи лет. Этот взгляд получил название премилленаризм (от лат. pre — «до», millennium — «тысяча лет»), а его последователи — премилленарии.
Другая же группа считает, что царство возникнет в результате исторического развития Церкви, и её задача как раз и состоит в том, чтобы подготовить царство к пришествию Христа. Таким образом, по их мнению, пришествие Христа состоится после установления (или окончания) тысячелетнего царства. Этот взгляд соответственно называется постмилленаризм.
И, наконец третья группа считает, что понятие «тысячелетнее царство» является прообразом, и его нельзя понимать буквально. Многие из них считают, что царство уже установлено после пришествие Христа через Церковь, и нам не следует ожидать установления буквального царства на земле. Эта группа богословов называется амилленарии, а их взгляды получили название амилленаризм.

## Христианский диспенсационализм
Особое место в христианской эсхатологии, и в первую очередь в протестантизме, занимает диспенсационализм и учение о восхищении церкви. Основателем диспенсационализма является Д. Дарби, а популяризатором С. Скоуфилд, благодаря своей популярнейшей Библии с комментариями.
Диспенсационалисты верили, что вся история человечества разделена на несколько периодов (диспенсаций), в рамках которых Бог совершает определённые вещи.
Теология диспенсационалистов повлияла очень сильно на премилленариев и привнесла новые черты в это учение. Израилю и евреям отводилась отдельная роль в эсхатологии. В отличие от других богословов диспенсационалисты не верили в то, что Церковь заменила собой Израиль в избрании Бога и, как результат, в последние времена Израиль должен играть большую роль перед пришествием Христа. Диспенсационалисты верили в полное восстановление государственности Израиля, и осуществление этого в 1948 году восприняли как знамение скорого возвращения Христа. Это объяснялось тем, что диспенсация язычников заканчивается и начинается восстановление отношений Бога с Израилем. Особую роль в этой эсхатологических воззрениях играет учение о невидимом «восхищении церкви».

## Восхищение церкви
Ещё одна популярная эсхатологическая теория — «восхищение Церкви» (англ. Rapture). Её суть в том, что Церковь во время последних событий будет восхищена с земли на встречу с Иисусом Христом.

Потом мы, оставшиеся в живых, вместе с ними восхищены будем на облаках в сретение Господу на воздухе, и так всегда с Господом будем
— 1Фес. 4:17

## Великая скорбь
Другая особенность учения состояла в том, что непосредственному предшествию Христа должна предшествовать, т. н. «великая скорбь», то есть особенное время, когда Бог будет изливать ярость на всех живущих на Земле, в результате чего всех постигнет великая скорбь. Некоторые считают, что это период будет насчитывать 7 лет, другие 3,5 года.

Ибо тогда будет великая скорбь, какой не было от начала мира доныне, и не будет
— Мф. 24:21

Я сказал ему: ты знаешь, господин. И он сказал мне: это те, которые пришли от великой скорби; они омыли одежды свои и убелили одежды свои Кровию Агнца
— Откр. 7:14
В свою очередь премилленарии, то есть верящие в пришествие Христа до наступления тысячелетнего царства, делятся на три группы в соответствии со своими взглядами на «великую скорбь» и восхищение Церкви.
Основных теологических направлений в отношении «восхищения церкви» насчитывается три.
- Претрибуционалисты верят в то, что верующие будут восхищены до «великой скорби», так как Бог желает избавить свою Церковь от грядущих страданий и бедствий.
- Мидтрибуционалисты считают, что восхищение случится ровно по середине «великой скорби», но ещё до начала основных бедствий, то есть Церковь не будет переживать основную часть гнева Божьего.
- Посттрибуционалисты верят, что Церковь пройдёт через весь период «великой скорби» и будет восхищена только после всех страданий.